# Fabianne Therese
Fabianne Therese, née Fabianne Therese Gstöttenmayr à Kansas City dans le Missouri, est une actrice américaine.

## Filmographie
- 2011 : The Trivial Pursuits of Arthur Banks (série télévisée) : Chloe
- 2012 : John Dies at the End : Amy
- 2012 : The Aggression Scale : Lauren
- 2012 : A Glimpse Inside the Mind of Charles Swan III : la petite amie de Kirby
- 2012 : Turn Into Earth (court métrage) : Fred
- 2014 : Endless Love (Un amour sans fin) : Checka
- 2014 : Starry Eyes : Erin
- 2014 : Comment séduire une amie (Playing It Cool) : l'écolière
- 2014 : Blue Lips : Claire
- 2014 : On Becoming (court métrage) : Penny
- 2015 : Frank and Cindy : Melissa
- 2015 : Southbound : Sadie
- 2015 : Market St. (court métrage) : Viola
- 2015 : Palisade (court métrage) : Natalia
- 2015 : Initiation (court métrage) : Leah
- 2016 : Aquarius (série télévisée, 1 épisode) : Sara
- 2016 : The Skinny (mini-série) : Gretchen
- 2016 : Teenage Cocktail : Jules Rae
- 2016 : Rebirth : Betty